# Spolek pro obnovu venkova
Spolek pro obnovu venkova (SPOV) je nevládní nezisková organizace pro povzbuzení a podporu společenského a duchovního života na vesnicích, založená 1. června 1993.

## O spolku
Hlavním cílem Spolku je přispět k obnově a prohloubení společenského a duchovního života na venkově, rehabilitaci venkova a posílení hospodářské prosperity a stability venkova. Cílem je také motivovat občany, kteří žijí na venkově, k dobrovolné aktivitě, k podílení se na vzniku a činnosti místních a regionálních sdružení, či podílet se na vývoji obce. Posláním SPOV je i účast na evropské spolupráci při obnově venkova i podpora a realizace Programu obnovy venkova.
Nejvýznamnější akcí Spolku je soutěž Vesnice roku, která byla poprvé pořádána v roce 1995, a kterou společně se Spolkem pořádá Svaz měst a obcí ČR, Ministerstvo pro místní rozvoj, Ministerstvo zemědělství, Ministerstvo kultury, Ministerstvo životního prostředí, ale i Kancelář prezidenta republiky.

### Orgány Spolku
Spolek má tři orgány. Těmi jsou valná hromada, předsednictvo a revizní komise. Valná hromada je vrcholným orgánem Spolku a skládá se ze všech členů. Koná se nejméně jednou za rok. Předsednictvo je volenou valnou hromadou Spolku na tři roky a má nejméně pět členů. Dalšími členy jsou zástupci Krajských organizací, vždy jeden za každý kraj. Schází se podle potřeby, přesto ale nejméně jednou za dva měsíce. Revizní komise má tři členy, kteří jsou voleni valnou hromadou na tři roky. 

### Logo Spolku pro obnovu venkova
Hlavní myšlenkou loga je kruh, představující nekonečnost a celistvost, tzn. nemá žádný začátek a konec. V kruhu přeneseně znamená, že Spolek je jakási soudržnost lidí, kteří chtějí pracovat pro venkov. Symbolem loga jsou dva lipové listy, znázorňující sounáležitost Čech a Moravy, žlutý květ lípy symbolicky vyjadřuje slunce a rozkvět. 

## Historie Spolku
Spolek pro obnovu venkova byl založen 1. června 1993, ale jako občanské sdružení byl registrován až 16.6.1993. V té době se ke členství přihlásilo více než 200 zájemců, a to jak z řad obecních samospráv, státní správy, projektantů, zemědělců, podnikatelů, tak i učitelů, pracovníků vysokých škol a výzkumných ústavů. Všichni tito členové Spolu měli společný cíl a to realizovat Program obnovy vesnice. V současné době má Spolek okolo tisíce členů.
Předsedou Spolku v letech 1993 - 96 byl ekolog ing. Ivan Dejmal, v následujících třech letech architekt ing. Jan Kruml. Od června 1999 je předsedou Spolku Mgr. Eduard Kavala, starosta obce Bělotín. Od roku 2005 byli jeho místopředsedy JUDr. Radan Večerka a ing. Václava Domšová. Od roku 2008 se místopředsedy stali Jiří Žák a JUDr. Radan Večerka. 

## Činnost Spolku
Mezi hlavní činnosti Spolku patří pracovní setkání ohledně koordinace postupů při obnově venkova, vyhodnocování postupů, financování a realizace programů a dalších projektů, které se dotýkají obnovy venkova. Spolek také pořádá odborné přednášky, exkurze a semináře související s obnovou venkova, stejně tak o obnově venkova vydává publikace a informační materiály. Spolek vydává každý měsíc svůj Zpravodaj, spolupracuje se sdělovacími prostředky, ale i se státní správou a samosprávou ohledně záležitostí týkajících se obnovy a rozvoje venkova.